# レオナルド・ダ・ヴィンチ手稿
レオナルド・ダ・ヴィンチ手稿（レオナルド・ダ・ヴィンチしゅこう）は、レオナルド・ダ・ヴィンチ（Leonardo da Vinci、1452年4月15日 - 1519年5月2日）が、約40年間にわたって書き綴ったノート。書き残した全手稿のうち約3分の2が失われ、現存するのは約5000ページと言われている。この膨大な数の手稿は、レオナルドの死後、弟子のフランチェスコ・メルツィに相続されたが、その後様々な形で編纂がなされ、各手稿集、特に『アトランティコ手稿』『アランデル手稿』『ウィンザー手稿』は、当初とは大きく異なった形で再分割され現在に至っている。

## アトランティコ手稿
推定年代：1478年 - 1518年

ミラノのアンブロジアーナ図書館収蔵。デッサンと注釈から成る手稿集で、内容は、数学、幾何学、天文学、植物学、動物学、土木工学、軍事技術その他多岐にわたる。現在は、25.6in.×17.3in.／65cm×44cmの別紙上に貼られた1119紙葉が、革装の12巻にまとめられている。

## トリヴルツィオ手稿
推定年代：1487年 - 1490年

ミラノ、スフォルツァ城のトリヴルツィアーナ図書館収蔵。51紙葉（8.1in.×5.5in.／20.5cm×14cm）を収めた1巻本。オリジナルは62葉。軍事と教会建築に関する考察に加え、レオナルドが自身の文学的素養を深めようという意図のもとに書かれた文章や図が多くの紙葉に見られる。以前は、アンブロジアーナ図書館とトリヴルツィオ侯（principe Trivulzio）が所有していた。

## 鳥の飛翔に関する手稿
推定年代：1505年

トリノ王立図書館収蔵。18紙葉（8.3in.×5.9in.／21cm×15cm。シングルで数えると36葉）から成る。名前の通り、鳥の飛翔のメカニズムに関する考察が大半を占めるこの手稿では、翼や空気抵抗、風や気流の考察まで含めて、鳥の飛翔の力学構造を再現する方法が分析的に追求されている。

## パリ手稿
推定年代：1487年 - 1515年

パリのフランス学士院に収蔵されている12冊の手稿集で、一部は羊皮紙・革・厚紙で製本されている。様々なサイズの手稿があり、最も小さいのは『手稿M』（3.9in.×2.8in.／10cm×7cm）、最大は『手稿C』（12.4in.×8.7in.／31.5cm×22cm）。Jを除くAからMまでのアルファベットで分類され、全部で964葉から成る。内容は軍事技術、光学、幾何学から、鳥の飛翔、水力学まで、広範囲に及ぶ。

## アッシュバーナム手稿
推定年代：1489年 - 1492年

2037、2038のナンバーで知られている2冊。パリのフランス学士院収蔵。9.5in.×7.5in.／24cm×19cmの紙に書かれ、厚紙で製本されたこの2冊の手稿は、もともと、『手稿A』（フォリオ81-116）、『手稿B』（フォリオ91-100）の一部だったが、19世紀の中頃にグリエルモ・リブリ（Guglielmo Libri）によって独立した2冊にまとめられた。2038は、絵画に関する考察が中心で、2037には、その他の様々なテーマの手稿が集められている。

## ウィンザー手稿
推定年代：1478年 - 1518年

イギリス、ウィンザー城の王室コレクション収蔵。様々なサイズの234葉の未製本の紙葉。解剖学、地理学、馬の研究、スケッチや戯画、一連の地図など約600点のデッサンが描かれている。ポンペオ・レオーニがまとめたもので、少なくとも1690年から王室コレクションとなっている。

## アランデル手稿
推定年代：1478年 - 1518年

ロンドン の大英図書館収蔵。様々な判型の283葉から成る、モロッコ革で装幀された1巻。最初はばらばらの紙葉だったが、その後、同じ大きさの別紙（11.0in.×7.1in.／28cm×18cm）に貼りつけられた。物理学、力学、光学、ユークリッド幾何学、おもり、建築など、多様な分野がカバーされている（最後の2つのテーマに関しては、フランス、ロモランタンのフランソワ1世の王宮のための仕事も含まれている）。1630年ころ、イギリスのアランデル卿（Lord Arundel）がスペインで入手。

## フォースター手稿
推定年代：1487年 - 1505年

ロンドンのヴィクトリア&アルバート博物館収蔵。羊皮紙製本された3冊の手稿集で、フォースターI（54葉のフォリオ、5.7in.×3.9in.／14.5cm×10cm）、フォースターII（158葉のフォリオ、7.7in.×2.8in.／19.5cm×7cm）、フォースターIII（94葉のフォリオ、3.5in.×2.4in.／9cm×6cm）と呼ばれている。リットン伯爵（Earl of Lytton）、ジョン・フォースター（John Forster）所蔵を経て、現在に至る。内容は幾何学、物理学、水力機械、建築など。

## マドリード手稿
推定年代：マドリードI 1490年 - 1508、マドリードII 1491年 - 1505年

この2つの手稿集は1966年になって、スペイン、マドリードの国立図書館で再発見された。それまで存在が知られていなかったのは、誤った名前で収蔵図書目録に記載されていたためである。マドリード1は、時計を含む種々様々な機械構造と機械理論に関する考察が記された184葉（8.3in.×5.9in.／21cm×15cm）。マドリード2は2つの部分から成り、全部で157葉（8.3in.×5.9in.／21cm×15cm）が収められている。アルノ川の流れを変えるプロジェクト、『アンギアーリの戦い』、透視図法と光学、フランチェスコ・スフォルツァ（Francesco Sforza）の騎馬像鋳造など、注目すべきデッサンとメモが見られる。

## レスター手稿
推定年代：1506年 - 1510年

革装で、18枚のダブルシート、つまり36葉（表と裏をそれぞれ1葉と数える。11.4in.×8.7in./29cm×22cm）から成る。水理学に関する研究が中心で、一部、天文学についての研究が含まれている。
1690年に、イタリアの画家、ジョゼッペ・ゲッツィ（Giuseppe Ghezzi）がダヴィンチの弟子のひとりで彫刻家のグリエルモ・デラ・ポルト（Guglielmo della Porto）の文箱から見つけた。1717年にイギリスのレスター伯爵トーマス・コーク（Thomas Coke, Earl of Leicester）が購入し、それにちなんで、レスター手稿（Leicester codex）の名で呼ばれていた。
1980年に、アメリカ人の石油王アーマンド・ハマーがオークションで落札し、ハマー手稿と改名。ハマーの死後、ハマー財団の美術館が所有していたが、相続人が起こした訴訟によって、美術館に資金不足が生じ、売却を余儀なくされた。1994年にビル・ゲイツが約30億円（$30,802,500）で購入し、名前をレスター手稿に戻した。ゲイツ所有後は、年に1度、1か国、1か所のみで展示されることになっている。

## 杉浦明平訳『レオナルド・ダ・ヴィンチの手記』岩波文庫
初版は上巻が1954、下巻が1958年。
日本でもっとも入手しやすい邦訳だが、現存手稿の全訳ではなく、選集である。
- 1967年発見の「マドリード手稿」は翻訳されていない。

### 各章断章の元手稿
CA:アトランティコ手稿、
パリ:パリ手稿 (A-M)、
Ash:アッシュバーナム手稿、
Ar:アランデル手稿、     
DeAnとQuAn:ウィンザー解剖手稿、
W:ウィンザー図書館断片、
Fo:フォースター手稿、   
Lu:『絵画論』、         
Tr:トリヴルツィオ手稿、 
Lei:レスター手稿、      
V.U:トリノ鳥の手稿、    
acque :水の手稿、
R: J.P.Richter編著 (1883) から 
|                        | CA | パリ | Ash | Ar | DeAn | QuAn | W | Fo | Lu | Tr | Lei | V.U | acque | R  |
| 序                     | 6  | 1    |     | 2  |      | 3    |   |    |    |    |     |     |       |    |
| 人生論                 | 23 | 36   | 2   | 3  | 1    | 2    | 4 | 2  | 1  | 5  |     | 1   |       |    |
| 生と死とについて       | 5  | 9    | 2   |    |      |      |   | 2  |    | 1  |     |     |       |    |
| 問答                   | 1  | 1    |     | 1  | 1    |      |   | 1  |    |    |     |     |       |    |
| 霊魂について           | 14 | 6    |     | 2  | 6    | 3    | 6 | 2  | 1  | 12 |     |     |       |    |
| 時間と無               | 9  |      |     | 15 |      |      |   |    |    | 1  |     |     |       |    |
| 文学                   |    |      |     |    |      |      |   |    |    |    |     |     |       |    |
| 寓話                   | 33 | 6    |     | 7  |      |      |   | 9  |    |    |     |     |       |    |
| 笑話                   | 8  | 5    |     |    |      |      | 2 | 3  |    | 1  |     |     |       |    |
| 動物譚                 |    | 101  |     |    |      |      |   |    |    |    |     |     |       |    |
| 預言                   | 99 | 34   |     | 14 |      |      | 1 | 5  |    |    |     | 1   |       |    |
| 東方旅行               | 4  |      |     |    |      |      |   |    |    |    |     |     |       |    |
| 巨人について           | 5  | 1    |     |    |      |      |   |    |    |    |     |     |       |    |
|                        |    |      |     |    |      |      |   |    |    |    |     |     |       |    |
| 「絵の本」から         |    |      | 1   |    |      |      |   |    | 4  |    |     |     |       | 2  |
| 絵画と他の芸術との比較 |    |      | 2   |    |      |      |   |    | 7  |    |     |     |       |    |
| 画家の生活と勉強       | 3  |      | 9   |    |      |      |   |    | 5  |    |     |     |       | 1  |
| 遠近法                 | 1  | 1    | 3   |    |      |      |   |    | 3  |    |     |     |       |    |
| 解剖                   |    | 2    |     |    |      |      |   |    |    |    |     |     |       |    |
| 美について             | 1  |      | 10  |    |      |      |   |    | 1  |    |     |     |       |    |
| 運動と表情             |    |      | 2   |    |      |      |   |    | 4  | 1  |     |     |       |    |
| 構図                   |    |      | 5   |    |      |      |   | 2  |    |    |     |     |       |    |
| 衣服                   |    |      |     |    |      |      |   |    | 2  |    |     |     |       |    |
| 光、影、色             |    |      | 2   | 1  |      |      |   |    | 11 |    |     |     |       |    |
| 風景                   |    | 1    |     |    |      |      |   |    | 1  |    |     |     |       |    |
| 自然                   | 1  | 10   | 2   | 6  |      |      | 2 |    | 19 |    |     |     |       |    |
| 大洪水と戦争           | 3  | 1    | 1   |    |      |      | 3 |    |    |    |     |     |       |    |
| 科学論                 |    |      |     |    |      |      |   |    |    |    |     |     |       |    |
| 経験                   | 1  | 6    |     | 2  |      |      |   | 1  |    |    |     |     |       |    |
| 自然                   | 4  | 4    | 1   |    | 1    | 1    |   | 1  |    |    |     |     |       |    |
| 理論と実践             | 2  | 4    |     |    |      |      |   |    | 2  |    |     |     |       | 1  |
| 数学                   | 2  | 3    |     |    |      | 1    |   |    |    |    |     |     |       |    |
| 力、運動               | 6  | 10   |     | 12 |      |      |   | 1  |    | 1  |     | 2   |       |    |
| 音                     | 3  | 2    |     |    |      |      |   |    |    |    |     |     |       |    |
| 天文                   | 6  | 18   |     | 2  |      | 1    |   |    |    | 1  | 2   |     |       | 15 |
| 光                     | 6  | 3    | 1   | 1  |      |      |   |    |    |    |     |     |       | 4  |
| 炎                     | 6  | 1    |     |    |      |      |   |    |    |    |     |     |       |    |
| 空気                   | 8  | 13   |     | 3  |      |      |   |    |    |    | 7   |     |       | 1  |
| 水                     | 10 | 31   |     | 6  |      |      |   |    |    |    | 2   |     | 25    | 34 |
| 地質と化石             | 7  | 5    |     | 3  |      |      |   |    |    |    | 18  |     |       | 17 |
| 鳥の飛翔               | 18 | 35   |     | 3  |      |      | 3 |    |    |    |     | 17  |       | 1  |
| 解剖学                 | 9  | 4    |     |    | 16   | 12   |   |    |    | 1  | 1   |     |       | 23 |
| 比較解剖学             |    | 1    |     |    |      |      |   |    |    |    |     |     |       | 10 |
| 植物                   | 2  | 3    |     |    |      |      | 1 |    |    |    |     |     |       |    |
| 技術                   |    |      |     |    |      |      |   |    |    |    |     |     |       |    |
| 都市計画等             | 2  | 2    |     | 2  |      |      | 1 |    |    |    |     |     |       |    |
| 水利計画               |    |      |     |    |      |      |   |    |    |    |     |     |       | 16 |
| 軍事技術               | 3  | 2    | 1   | 1  |      |      |   |    |    |    | 1   |     |       | 10 |
| 手紙とメモ             |    |      |     |    |      |      |   |    |    |    |     |     |       |    |
| 手紙                   | 20 | 2    |     |    |      |      |   |    |    |    |     |     |       |    |
| メモ                   |    | 6    |     | 1  |      |      |   | 2  |    |    |     |     |       | 5  |
| 旅行メモ               | 4  | 7    |     |    |      |      |   |    |    |    | 1   |     |       | 6  |
| 翻訳、転写             | 1  | 1    |     | 1  |      |      | 2 |    |    | 1  |     |     |       |    |

## 邦訳・資料文献
※以下は、数十万円から数百万円単位での刊行文献
- 『レオナルド・ダ・ヴィンチおよびレオナルド派素描集  トリノ王立図書館蔵』 森田義之・小林もり子訳　岩波書店、1998年
- 『レオナルド・ダ・ヴィンチおよびレオナルド派素描集　在米コレクション』 西山重徳訳、岩波書店、1997年
- 『レオナルド・ダ・ヴィンチ素描集 　英国王室ウィンザー城所蔵』

美術素描解説・図版2冊と解剖素描解説・図版の計3冊組
ケネス・クラーク解説、細井雄介訳、朝倉書店、1997年
- 『レオナルド・ダ・ヴィンチ　パリ手稿』〔全12巻別巻2冊〕、アウグスト・マリノーニ原典翻刻・注解、裾分一弘ほか訳、岩波書店、1988-1995年
- 『レオナルド・ダ・ヴィンチ素描集I 　ウィンザー城王室図書館蔵 第1輯』 岩波書店、1985年
- 『レオナルド・ダ・ヴィンチ素描集II　同上』 カルロ・ペドレッティ原典翻刻・注解、岩波書店、1990年

前者は風景・植物および水の習作、後者は馬および他の動物。裾分一弘監修、訳者は裾分一弘・高階秀爾・三神弘彦・斎藤泰弘・若桑みどり
- 『レオナルド・ダ・ヴィンチおよびレオナルド派素描集 ウフィツィ美術館素描版画室蔵』 斎藤泰弘訳、岩波書店、1986年
- 『レオナルド素描集成 レオナルド・ダ・ヴィンチおよびその周辺画家の素描』（2巻組）、澤柳大五郎監修、三神弘彦訳　みすず書房、1984年

1巻目はミラノ・アンブロジアーナ図書館蔵、2巻目はヴェネツィア・アカデミア美術館蔵
- 『レオナルド・ダ・ヴィンチ　トリヴルツィオ手稿』アンナ・マリア・ブリツィオ原典翻刻・注解、岩波書店、1984年

ミラノ・スフォルツェスコ城にあるトリヴルツィオ図書館蔵書。小野健一・斎藤泰弘・横山正訳　
- 『解剖手稿　ウィンザー城王室図書館蔵』全3巻+別冊1、岩波書店、1982年。ケネス・D.キール/カルロ・ペドレッティ原典翻刻・注解

山田致知監修、裾分一弘・清水純一・池田廉・斎藤泰弘・山田致知・小野健一・萬年甫・古川冬彦訳
- 『マドリッド手稿』5冊組、下村寅太郎監修、裾分一弘・山田智三郎訳、岩波書店、1975年

※以下は、数千円から数万円単位での刊行文献
- 『レオナルドの手稿、素描・素画に関する基礎的研究』  2冊組（資料篇、研究篇）

裾分一弘編著、中央公論美術出版、2004年
- 『自然の研究  レオナルド・ダ・ヴィンチの素描』 ウィンザー城王室図書館蔵

カルロ・ペドレッティ解題、裾分一弘ほか3名訳、岩波書店、1985年
- 『レオナルド・ダ・ヴィンチの解剖図』 ウィンザー城王室図書館蔵

ケネス・キール/カルロ・ペドレッティ解題、清水純一・萬年甫訳、岩波書店、1982年
- 『鳥の飛翔に関する手稿　トリノ王立図書館蔵』 アウグスト・マリノーニ原典翻刻・解説

　谷一郎・小野健一・斎藤泰弘訳　岩波書店、1979年
- 『知られざるレオナルド』 ラディスラオ・レティ編、小野健一・裾分一弘ほか全11名訳、岩波書店、1975年
- 『レオナルド・ダ・ヴィンチ解剖図集』 松井喜三編・解説 みすず書房 1971年、新装版2001年